# Монтгомъри (окръг, Кентъки)
Вижте пояснителната страница за други населени места с името Монтгомъри.
Окръг Монтгомъри (на английски: Montgomery County) е окръг в щата Кентъки, Съединени американски щати. Площта му е 515 km², а населението - 24 887 души. Административен център е град Маунт Стърлинг.